# Карпантра-Нор (кантон)
Карпантра́-Нор (фр. Carpentras-Nord) — кантон во Франции, находится в регионе Прованс — Альпы — Лазурный Берег. Департамент кантона — Воклюз. Входит в состав округа Карпантра. Население кантона на 2006 год составляло 30522 человека.				
Код INSEE кантона — 84 09. Всего в кантон Брие входят 6 коммун, из них главной коммуной является Карпантра.

## Коммуны кантона
| Коммуна                  | Население | Почтовый индекс | Код INSEE |
| ------------------------ | --------- | --------------- | --------- |
| Обиньян                  | 3837      | 84810           | 84004     |
| Каромб                   | 3117      | 84330           | 84030     |
| Карпантра *              | 13 985    | 84200           | 84031     |
| Лориоль-дю-Конта         | 1871      | 84870           | 84067     |
| Сен-Ипполит-ле-Гравейрон | 179       | 84330           | 84109     |
| Саррьян                  | 5459      | 84260           | 84122     |